# Мерсийский диалект древнеанглийского языка
Мерсийский диалект древнеанглийского языка был диалектом, распространённым в англосаксонском королевстве Мерсия. Он был одним из диалектов древнеанглийского языка, наряду с нортумбрийским, кентским и уэссекским диалектами. Каждый из этих диалектов был связан с одноимённым королевством на острове. Нортумбрия и большая часть Мерсии были захвачены викингами в IX веке. Часть Мерсии и Кент успешно защищались, но затем были присоединены к королевству Уэссекс. Из-за централизации власти и вторжений викингов сохранилось мало письменных свидетельств о развитии диалектов, не относящихся к Уэссексу, после объединения Альфредом Великим и до периода среднеанглийского языка.

## История
Мерсийский диалект был распространён на запад от границы с королевством Восточная Англия и до границы с Уэльсом. На нём говорили на территории, простиравшейся на север до Стаффордшира, граничащего с Нортумбрией, и на юг до Глостершира, где он граничил с королевством Уэссекс. После основания Денло в нескольких случаях также использовался древнескандинавский язык. Таковой была ситуация до объединения Мерсии.
Древнеанглийский мартиролог — это сборник из более чем 230 агиографий, вероятно, составленный в Мерсии или кем-то, кто писал на мерсийском диалекте древнеанглийского языка, во второй половине IX века. Шесть мерсийских гимнов включены в англосаксонские глоссы к Псалтири Веспасиана; среди них «Бенедикт» и «Магнификат».
В более поздней англосаксонской Англии этот диалект продолжал использоваться в устной речи, но редко встречался в письменных документах. Через некоторое время после завоевания Англии норманнами появились среднеанглийские диалекты, которые позже встречаются в таких произведениях, как «Ормулум». В позднее Средневековье в районе Лондона, по-видимому, преобладал мерсийский или восточно-мидлендский диалект, в котором были такие формы, как are (от мерсийского arun).

## Алфавит
В древнеанглийской орфографии над некоторыми буквами добавляются дополнительные диакритические знаки, чтобы показать определённые фонологические особенности. В древнеанглийском языке эти различия в основном не обозначались. К таким диакритическим знакам относятся макрон для обозначения долготы гласных и надстрочные знаки для обозначения палатализации. Приведены приблизительные соответствия звукам из различных европейских языков, но для более точного произношения лучше использовать транскрипцию Международного фонетического алфавита.
- a: /ɑ/; Общий американский английский cot
- ā: /ɑː/; Норв. ta
- b: /b/; англ. boy
- c: /k/; англ. cold
- ċ: /tʃ/; англ. cheese
- d: /d/; англ. dead
- e: /e/; исп. me
- ē: /eː/; нем.See
- f: /f/; Англ. fun; реализованный как [v] между озвученными звуками (английский thrive)
- g: /g/; реализованный как [ɣ] (голл. getrouw)
- ġ: /j/; Англ. yes
- ġġ или ċġ: /dʒ/; Англ. wedge
- h for /h/; реализован как [h] (англ. hunt) изначально, как [x] после задних гласных (German Nacht), и как [ç] после передних гласных (German Sicht); h также представлено склонение перед определенными звонкими согласными
- i: /i/; исп. mí
- ī: /iː/;  англ. three
- k: /k/;  англ. kind; k редко использовался
- l: /l/; англ. light
- m: /m/;  англ. mom
- n: /n/;  англ. sin; реализован как [ŋ] перед c или g (English think)
- o: /o/; Spanish yo
- ō: /oː/; нем. froh
- p: /p/;  англ. pip
- r: /r/; похож на [r] (a "rolled" r),присутствующий в шотландском английском
- s: /s/;  англ. sit
- sċ: /ʃ/;  англ. ship
- t: /t/;  англ. tart
- u: /u/; исп. tú
- ū: /u/; нем. Hut
- x: /ks/;  англ. fox
- y: /y/; эквивалентно /i/; фин. mykkä
- ȳ: /yː/;эквивалентно /iː/; нем. früh
- ƿ: /w/; часто заменяется современными w; англ. win
- ð: /θ/, реализован как [θ] (англ. think) или [ð] (англ. feather) в зависимости от положения; взаимозаменяемы с þ
- þ: /θ/,реализован как [θ] англ. think) или [ð] (англ. feather) в зависимости от положения; взаимозаменяемы с ð
- æ: /æ/;  англ. bat
- ǣ: /æː/; фин. ääni
- œ: /ø/; венгр. jövő
- œ̄: /øː/; нем. schön или венгр. jövő